# Polak
Polak je priimek v Sloveniji in tujini. Po podatkih Statističnega urada Republike Slovenije je na dan 1. januarja 2010 v Slovenjiji uporabljalo ta priimek 706 oseb.  

## Znani slovenski nosilci priimka
- Ana Polak Petrič (*1978), mednarodna pravnica, diplomatka
- Bojan Polak - Stjenka (1918—2004),  partizan, general JLA, narodni heroj in politik
- Cveto Polak (*1963), glasbenik, bas kitarist
- Oton Polak (1917—2011), slikar in grafik
- Slavko Polak (*1968), speleobiolog, muzejski kustos v Postojni
- Viljem Polak (1843—1908), gradbenik in mecen
- Zora Polak Tominšek (1904—1975), pravnica

## Znani tuju nosilci priimka
- Jan Polák (*1981), češki nogometaš
- Karol Polák (*1934), slovaški športni novinar in TV-komentator
- Leo Polak (1880—1941), nizozemski filozof in humanist
- Pavel Polák, mladinski pisatelj/režiser/lutkar?
- Vojtěch Polák (*1985), češki hokejist